# Evolvulus grisebachii
Espèce
Evolvulus grisebachii est une espèce de plantes de la famille des Convolvulacées.